# Neohapalothrix
Genre
Neohapalothrix est un genre d'insectes diptères nématocères de la famille des Blephariceridae. Ce genre est endémique d'Asie.

## Systématique
Le genre Neohapalothrix a été créé en 1938 par l'entomologiste japonais Shirō Kitakami (d) (1904-1953) avec pour espèce type Neohapalothrix kanii.

## Liste d'espèces
Selon BioLib (1 novembre 2022) :
- Neohapalothrix acanthonympha (Brodskij, 1954)
- Neohapalothrix kanii Kitakami, 1938 - espèce type
- Neohapalothrix manschukuensis (Mannheims, 1938)

## Publication originale
- (en) Shirō Kitakami, « A new genus and species of Blephariceridae from Japan », Memoirs of the College of Science, Kyoto Imperial University. Series B, Japon, vol. 14, no 2,‎ 1938, p. 341-352.